# فیشر ایمز
فیشر ایمز (زادهٔ ۹ آوریل ۱۷۵۸ – درگذشتهٔ ۴ ژوئیه ۱۸۰۸)، نماینده کنگره ایالات متحده آمریکا از حوزه انتخابیه اول کنگره‌ای ماساچوست بود. وی رهبر مهم حزب فدرالیست در کنگره بوده و برای مهارت سخنوری خود شناخته می‌شد.

## زندگی شخصی
ایمز در شهرک ددهام در استان ماساچوست بی زاده شد. پدر وی دکتر ناتانیل ایمز زمانی که فیشر شش سال داشت درگذشت، اما مادر وی دیبوراه فیشر، تصمیم گرفت تا علی‌رغم محدودیت‌های مالی، آموزش خوب برای پسرش فراهم نماید. در شش سالگی او به آموختن زبان لاتین آغاز نموده و در سن دوازده سالگی شامل کالج هاروارد شد، در ۱۷۷۴ میلادی از این کالج فارغ‌التحصیل شده و به عنوان معلم شروع به کار کرد. ایمز زمانی که معلم مدرسه بود، همزمان در رشته حقوق تحصیل کرد. او وارد حوزه دادگاه شده و در ۱۷۸۱ میلادی پیشه وکالت خود را در ددهام آغاز کرد.
او یک برادر داشت که نام او نیز ناتانیل ایمز بود. از نظر عقاید سیاسی، او و برادرش دو قطب مخالف بودند و از نظر سبک‌های اجتماعی نیز از همدیگر بسیار تفاوت داشتند. ناتانیل «از وظایف خود به عنوان پزشک شهر، خدمتکار طبقه کارگر و قهرمان مردم عام لذت می‌برد». او رهبر حزب دموکرات-جمهوری‌خواه در ددهام شد. از سوی دیگر، فیشر دوست داشت لباس خوب بپوشد، با اجتماع بوستون معاشرت کند و یک فدرالیست تأثیرگذار بود. فیشر پیشه وکالت خود را از طبقه اول میکده ایمز (Ames Tavern) مدیریت می‌کرد.
او در ۱۷۹۳ میلادی به عنوان عضو فرهنگستان هنر و علوم آمریکا انتخاب شد. ایمز و همسرش فرانسیس باهم شش فرزند داشتند، از جمله جان، ست و ویلیام. ایمز مالک مزرعه‌ای در فدرال هیل در ددهام بود، اما آن را به کرایه داده بود. اگر زمانی که او از واشینگتن به خانه بازمی‌گشت و آب و هوا خوب می‌بود، او همه روزه تا مزرعه قدم می‌زد تا رشد غلات را در آنجا بررسی نماید.

## حرفه سیاسی

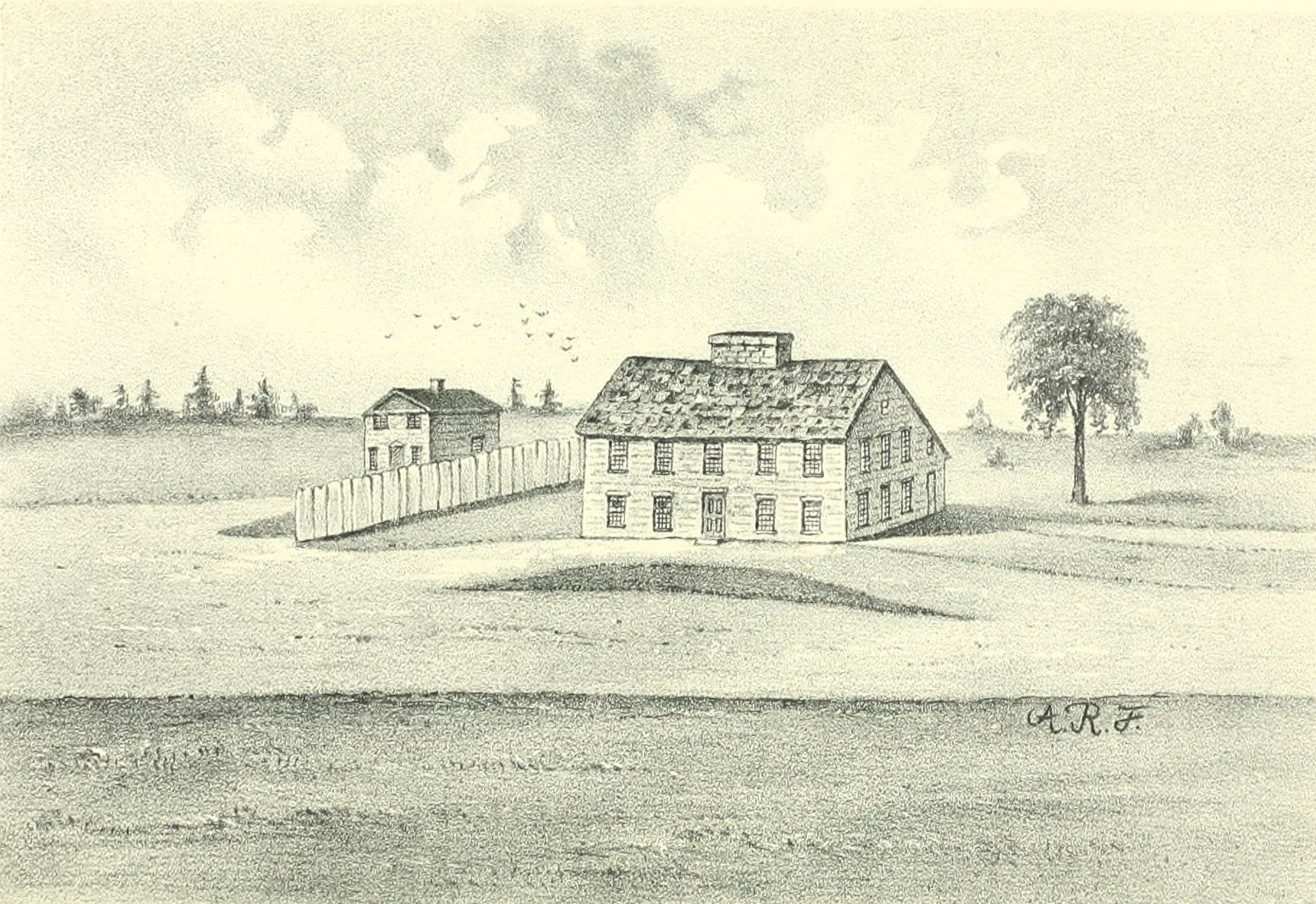
میخانه ایمز در ددهام، ماساچوست، از سال 1735 تا زمان مرگش، متعلق به ناتاناهیل امیس و پس از آن بیوه او بود. در سال 1817 تخریب شد. این تصویر بر اساس خاطره قدیمی ترین ساکن ددهام در سال 1891 توسط آنی ریچاردز فیشر تایر کشیده شده است.

### ماساچوست
او در ۱۷۸۸ میلادی عضو کنوانسیون ماساچوست شد، کنوانسیونی که قانون اساسی ایالات متحده را تصویب کرد. سخن‌های «درخشان و متقاعدکننده» وی در کنوانسیون باعث شد تا تعداد کافی رأی برای تصویب قانون اساسی به‌دست آید. در اواخر همان سال، او به عنوان نماینده در مجلس نمایندگان ماساچوست انتخاب گردید تا در کنار ناتانیل کینگسبوری خدمت نماید.
پس از کناره‌گیری از کنگره، او در حوزه سیاسی فعال باقی ماند و از ۱۷۹۸ تا ۱۸۰۰ میلادی عضو شورای فرماندار بود. هنگام خدمت در سمت جدید خود، ایمز یکی از عالی‌ترین سخنرانی‌ها را هنگام مرگ رئیس‌جمهور واشینگتن ایراد کرد.

### فدرال
ایمز با شکست دادن ساموئل آدامز، به عنوان نماینده در نخستین کنگره ایالات متحده آمریکا انتخاب شد. او خود از اینکه برنده شده بود، متعجب بود. او عضو حزب فدرالیست و به‌طور مشخص عضو دسته اسکس (Essex Junto) بود. جیمز مدیسون در ۱۷۹۴ میلادی به توماس جفرسون نوشت که، «گفته می‌شود ایمز برنده شدن خود در انتخابات را مدیون رأی‌های سیاه‌پوستان و دریانوردان قاچاقی بریتانیایی و برگزاری انتخابات تحت شرایط بسیار آسان‌گیری در آنجا، است».
ایمز در کنگره‌های دوم و سوم به عنوان یک فدرالیست در کنگره چهارم ایالات متحده آمریکا خدمت کرد. او از ۴ مارس ۱۷۸۹ تا ۳ سه مارس ۱۷۹۷ در کنگره مشغول خدمت بود. در جریان کنگره اولی، او رئیس کمیته انتخابات بود. در ۱۷۹۶ میلادی، او خود را در انتخابات کنگره نامزد نکرده و به پیشه حقوقی خود در ددهام ادامه داد.
با اینکه جوان بودن، او یکی از بهترین سخنوران در کنگره پنداشته می‌شد. هنگام صحبت به طرفداری از پیمان جی، ایمز یکی از بهترین سخنرانی‌ها در تاریخ کنگره آمریکا را ایراد نمود. ایمز با قوت تمام از منافع نیو انگلند دفاع کرد، مانند مخالفت با وضع مالیات بر ملاس. علی‌رغم داشتن همدلی با فدرالیست‌ها، ایمز زمانی که احساس کرد ارتباط وی با فدرالیست‌ها به نفع کشور نیست، او از حزب خود جدا شد. به عنوان مثال، ایمز در ۱۷۸۹ میلادی با انتصاب توماس ویلینگ به عنوان رئیس نخستین بانک تازه تأسیس شده در همیلتون، بانک ایالات متحده، مخالفت نمود.
در ۱۷۹۴ میلادی، مردمان چارلستون، کارولینای جنوبی به‌خاطر موضع‌گیری‌های وی به نفع بریتانیا، تندیس وی را ساخته و یکجا با ویلیام پیت، بندیکت آرنولد و تندیس شیطان آتش زدند.

### دیدگاه‌های سیاسی
ایمز از شهرت روبه افزایش جمهوری‌خواهان مرتبط با جفرسون نگران شد، چون آنها ادعا می‌کردند که ایالات متحده باید نوع حکومت جمهوری پارلمانی را همانند حکومت پسا انقلاب فرانسه برای خود انتخاب نماید. فدرالیست‌های همیلتون (که ایمز یکی از آنها بود)، هرچند روی حکومت جمهوری موافقت داشتند، اما برای یک حکومت فدرال قویتر که قدرت‌های همانند مثلاً انگلستان داشته باشد، دادخواهی می‌کردند. ایمز بر این عقیده بود که ایالات متحده باید از یک مدل فدرالیسم که مبتنی بر قانون اساسی روشن و مستحکم باشد پیروی نماید تا از شکست این ملت نوپا خودداری صورت گیرد. او در مورد عواقب دموکراسیِ بیش از حد که محدود به اخلاقیات و عقل نباشد، هشدار داد: «عقل جمعی همیشه نمی‌داند که چگونه درست عمل کند و نه همزمانی که می‌داند، همیشه درست عمل می‌کند». او همچنین احساس می‌کرد که دموکراسی به عنوان یک نظام به تنهایی بسیار شکننده بوده و نمی‌تواند در مقابل افول به‌سوی خودکامگی مقاومت نماید. «دموکراسی نمی‌تواند پایدار بماند. ماهیت این نظام حکم می‌کند که تغییر بعدی آن باید به‌سوی یک حکومت مطلقه نظامی باشد… به این دلیل که، ستم آنچه به اصطلاح مردم گفته می‌شود و ستم شمشیر، هر دو یک کار را انجام می‌دهند و آن از بیخ کندن و فاسد سازی است تا زمانی که هیچ مردی با روحیه آزادی طلبی باقی نماند و هیچ اخلاقی هم قدرت حفظ عدالت را نداشته باشد. شبیه طاعون سوزنده که جسم انسان را تخریب می‌کند و هیچ چیزی به‌جز از حشرات در مقابل آن دوام نمی‌آورند». به همین ترتیب، ایمز هموطنان خود را از عوام‌فریب‌های چاپلوس که نفاق را برانگیخته و کشور آنها را به‌سوی بردگی هدایت می‌کنند، هشدار داد: کشور ما برای اتحاد بسیار بزرگ، برای میهن‌دوستی بسیار آلوده و برای آزادی بسیار دموکراتیک است. این کشور به چه چیزی مبدل خواهد شد، کسی که آن را ساخته‌است بهتر می‌داند. احمق‌های این کشور با تمرین روی حماقت خود، بر آن حکومت خواهند کرد. این چیزیست که برای دموکراسی‌ها مقدر شده‌است.

## اواخر زندگی
در اواخر قرن هجدهم میلادی، ماساچوست به‌طور محکم یک ایالت فدرالیست بود. با این حال، ددهام میان فدرالیست‌ها و جمهوری‌خواهان تقسیم شده بود.
ایمز در ۱۷۹۷ میلادی، به خانه‌اش در ددهام برگشت. پس از بازگشت، او از تعداد روبه افزایش جمهوری‌خواهان در شهر تحت رهبری برادرش ناتانیل که در نزدیکی وی زندگی می‌کرد، به هراس آمد. در ۱۷۹۸ میلادی، او مهمانی چهارم ژوئیه را برای ۶۰ ساکن برگزار نمود که با آهنگ‌ها و سخنرانی‌های میهن‌پرستانه به کمال می‌رسید. شرکت‌کنندگان نامه‌ای تمجیدآمیز به رئیس‌جمهور جان آدامز نوشته و حمایت خود را در صورتیکه کشور با فرانسه وارد جنگ شود، اعلام کردند. در ارتباط به امور XYZ با فرانسه، آنها خواستند تا فرانسه بداند که «ما یوغ بیگانه را تحمل نمی‌کنیم—ما هیچ خراجی نمی‌پردازیم».
ناتانیل ایمز در خاطرات خود نوشت که برادر وی «عده‌ای از آدم‌های فریب‌خورده» را با «پیچاندن، اذیت کردن و چرب کردن» آنها در غذا و نوشیدنی متقاعد کرد تا نامه را امضاء کنند. با وجود تلاش‌های برادرش، ناتانیل باور داشت که «توده عظیم مردم» در شهر با جمهوری‌خواهان بودند. فیشر نیز پس از مهمانی به وزیر خارجه تیموتی پیکرینگ نوشت که «پیشرفت نظریات درست» در شهر ددهام درحال غلبه «احتمالاً بدخواه‌ترین روحیهٔ حاکم در شهر»، یعنی حزب جمهوری‌خواه، است. اعضای نخبه فدرالیست‌ها همواره در خانه‌اش به دیدار او می‌آمدند، از جمله الکساندر همیلتون در ۲۴ ژوئن ۱۸۰۰.
ایمز از انتصاب جوشو باتیس به عنوان کشیش در نخستین کلیسا و حوزه اسقفی در ددهام حمایت کرد، اما بعداً این کلیسا را رها نموده و مسیحی انگلیکان شد.
هنگام شرکت در جلسه شهری در ددهام، او برای سخنرانی برخاست و یکی از «گوهرهای سخنرانی» خود را ایراد نمود. کارگری پس از وی برای صحبت از جا بلند شده و گفت، «آقای رئیس جلسه، شیوایی برادر من ایمز، من را بیاد چیزی جز درخشش یک کرم شب تاب نمی‌اندازد، کرمی که فقط به همان اندازه روشنایی می‌کند تا ناچیز بودن خود را به نمایش بگذارد». او با گفتن این کلمات بلافاصله در جای خود نشست.
در ۱۸۰۵ میلادی، ایمز به عنوان رئیس دانشگاه هاروارد انتخاب شد. اما او از خدمت در این سمت، به‌خاطر وضعیت سلامت نامساعد خودداری کرد. همانند هر چیزی دیگری که ایمز در دوران زندگی خود انجام داده بود، مرگ وی در ۴ ژوئیه ۱۸۰۸ نیز برای برادرش آزاردهنده بود. ناتانیل مجبور شده بود تا مراسم خاکسپاری در ددهام برگزار نموده و جزئیات مراسم را به یک ناشر فرستاده تا به نشر برساند. جرج کابوت یکی از کارمندان خود را به نزد بیوه ایمز فرستاد تا در مورد برگزاری مراسم خاکسپاری در خانه‌اش با وی صحبت نماید. بیوه ایمز با این کار موافقت کرد. ناتانیل باور داشت که هدف کابوت خجل کردن شهر ددهام برای داشتن دیدگاه‌های سیاسی جمهوری‌خواهانه بود و از این‌رو در این مراسم شرکت نکرد. ایمز در قبرستان اولد ولیج به خاک سپرده شده.

## میراث
دانشگاه ایمز کریستیان پس از وی نام‌گذاری شده‌است. ساختمان مدرسه ایمز، حالا ساختمان شهرداری ددهام، به افتخار وی نیز نام‌گذاری شد.

## آثار مورد ارجاع
- Clarke, Wm. Horatio (1903). Mid-Century Memories of Dedham. Dedham Historical Society.
- Smith, Frank (1936). A History of Dedham, Massachusetts. Transcript Press, Incorporated. Retrieved July 18, 2019.
- Hanson, Robert Brand (1976). Dedham, Massachusetts, 1635-1890. Dedham Historical Society.
- Worthington, Erastus (1827). The history of Dedham: from the beginning of its settlement, in September 1635, to May 1827. Dutton and Wentworth. Retrieved November 8, 2019.
- Slack, Charles (2015). Liberty's First Crisis: Adams, Jefferson, and the Misfits Who Saved Free Speech. Atlantic Monthly Press. ISBN 978-0-8021-2342-8.
- Hurd, Duane Hamilton (1884). History of Norfolk County, Massachusetts: With Biographical Sketches of Many of Its Pioneers and Prominent Men. J. W. Lewis & Company. Retrieved May 2, 2021.
- Austin, Walter (1912). Tale of a Dedham Tavern: History of the Norfolk Hotel, Dedham, Massachusetts. Priv. print. at the Riverside Press. Retrieved June 25, 2021.